# Youssef Béchara
Youssef Mohsen Béchara (ur. 19 marca 1935 w Arbat Kuzhaja, zm. 9 czerwca 2020) – libański duchowny maronicki, w latach 1988-2012 arcybiskup Antiljas.

## Życiorys
Święcenia kapłańskie przyjął 19 kwietnia 1963. 4 kwietnia 1986 został mianowany arcybiskupem Cypru. Sakrę biskupią otrzymał 18 maja 1986. 11 czerwca 1988 został mianowany arcybiskupem Antiljas. 16 czerwca 2012 przeszedł na emeryturę. Zmarł 9 czerwca 2020. 